# دنیل درس

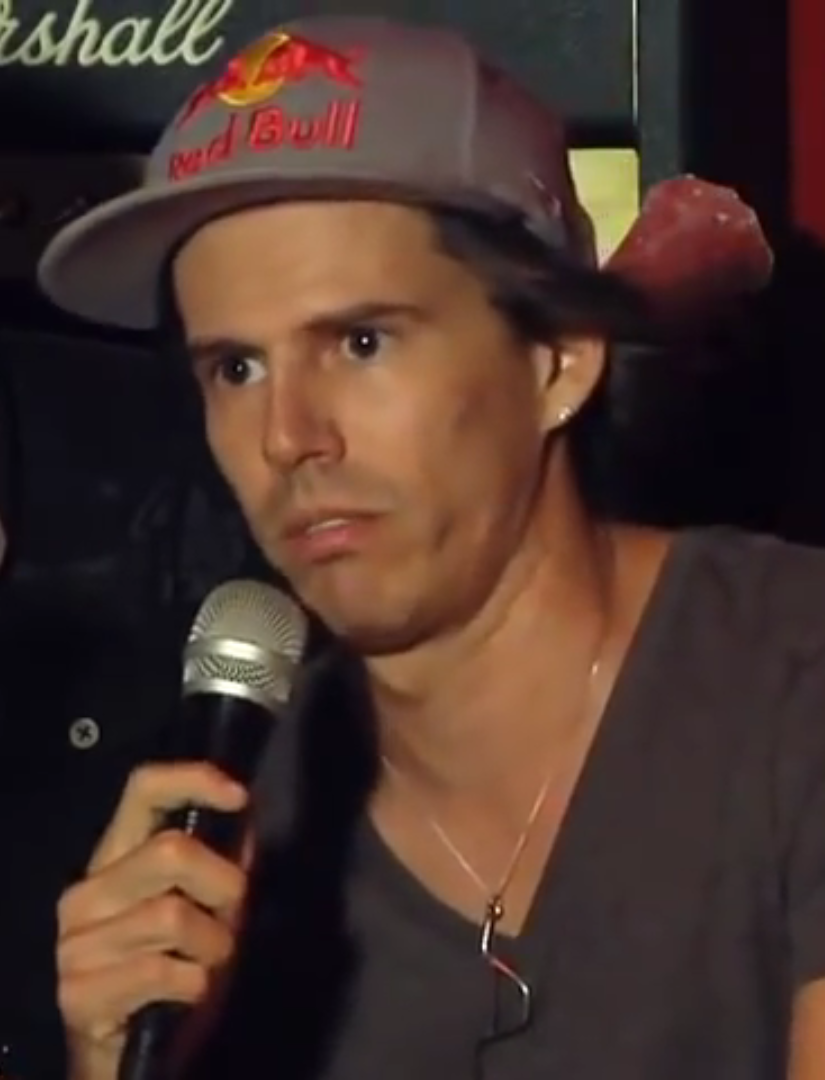
تصویری از دنیل درس هنگام مصاحبه

دنیل درس (انگلیسی: Daniel Dhers؛ زادهٔ ۲۵ مارس ۱۹۸۵) دوچرخه‌سوار اهل ونزوئلا است.
او در مسابقات کشوری و بین‌المللی در مجموع برندهٔ ۱ مدال طلا، ۱ مدال نقره شده‌است.